# Elías Blanco Mamani

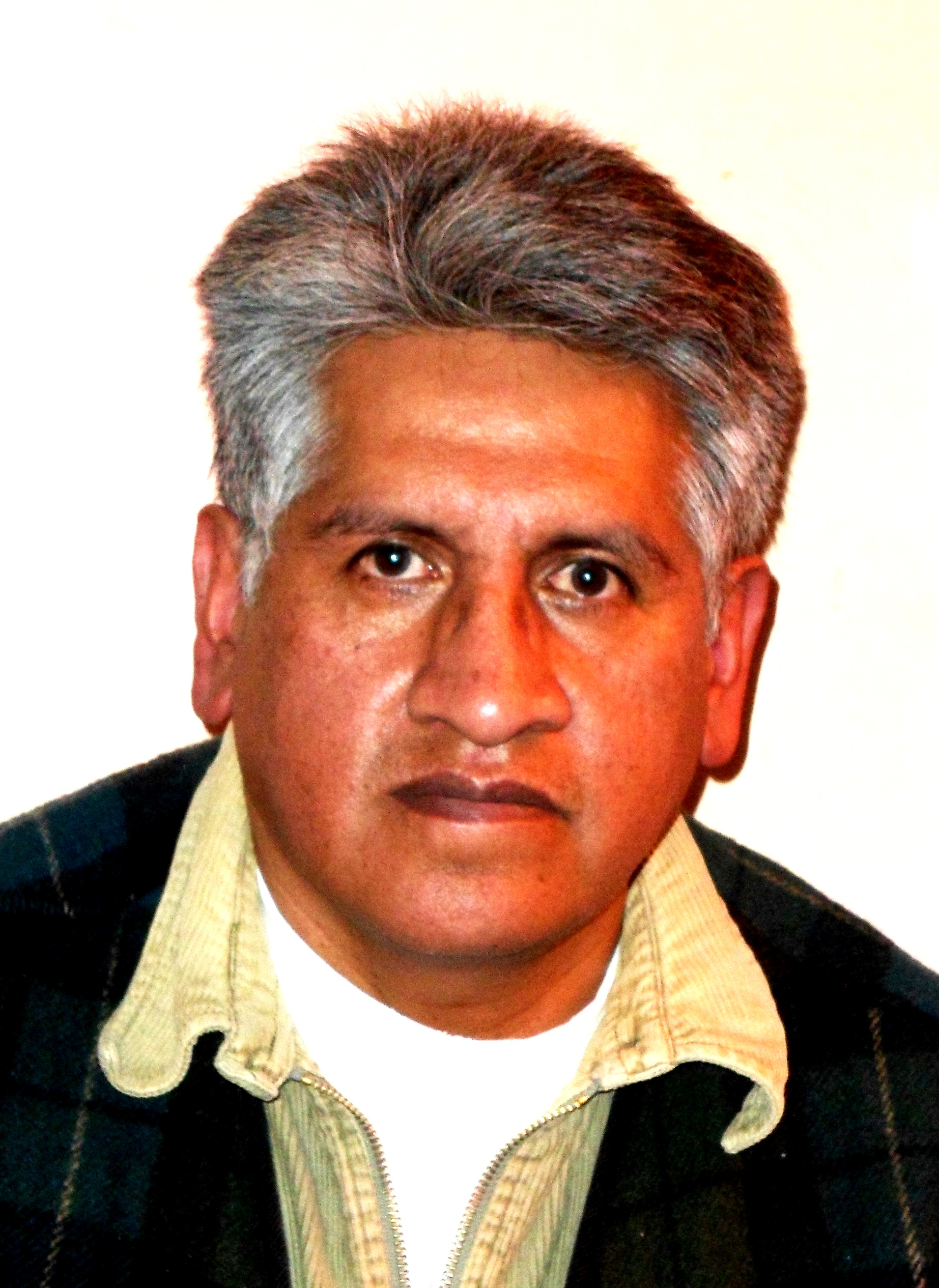
Elías Blanco Mamani (2012)

Elías Blanco Mamani (* 20. Juli 1962 in La Paz, Bolivien) ist ein bolivianischer Journalist, Literaturwissenschaftler und Biograf.

## Leben und Wirken
Elías Blanco Mamani begann frühzeitig mit dem Sammeln von Schriften bolivianischer Autoren, die er in Artikeln der Öffentlichkeit zugänglich machte. Seine Bibliothek umfasst über 1300 Bände. 
2004 erschien die Enciclopedia Gesta de autores de la literatura boliviana, die vom Entwicklungsprogramm der Vereinten Nationen finanziert wurde. Den Titelbestandteil „Gesta“ wählte er in Erinnerung an die Literatengruppe um die Zeitung Gesta Bárbara, die 1918 bis 1926 und 1948 kurzzeitig erneut erschien.
Zur weiteren Veröffentlichung seiner Arbeiten gründete er den Verlag „El Aparapita“, mit dem auch ein gleichnamiges Kulturzentrum und ein Museum verbunden sind. Den Namen „El Aparapita“ übernahm er von Personen, die in Bolivien – insbesondere auf Märkten – die ihnen auferlegten Lasten tragen, und über die Jaime Sáenz 1968 die Schrift El Aparapita veröffentlichte. Im Verlag erscheinen auch Werke anderer bolivianischer Autoren.
Ab 2011 erschien die Enciclopedia Gesta neu in zwei Teilen. Das Diccionario de poetas bolivianos enthält Biografien von 1066 Dichtern, das Diccionario de novelistas bolivianos Informationen zu 918 Werken von 491 Autoren sowie Kommentare und die verwendeten Quellen. Drei weitere Teile über Erzähler, Dramatiker und Essayisten sind geplant.
Ergänzend zu seinen gedruckten Ausgaben betreibt er den Blog Diccionario Cultural Boliviano.

## Schriften
- Enciclopedia Gesta de autores de la literatura boliviana. La Epoca, La Paz 2004. 2. Auflage: Plural, La Paz 2005, ISBN 978-99905-63-62-7.
- Orureños en la cultura boliviana. Viceministro de Desarrollo de Culturas, Unidad de Comunicación, La Paz 2006, OCLC 912713557.
- Chilenos en la cultura boliviana. El Aparapita, La Paz 2007, OCLC 254997547.
- 200 poetas paceños. El Aparapita, La Paz 2009, OCLC 837877290.
- Tarijeños en la cultura boliviana. El Aparapita, La Paz 2010, OCLC 837853819.
- Enciclopedia Gesta de autores de la literatura boliviana. El Aparapita, La Paz.

Teil 1:Diccionario de poetas bolivianos. 2011, OCLC 773319092.
Teil 2: Diccionario de novelistas bolivianos. 2012, OCLC 1026082692.